# Johann Hieronymus Kapsberger
Johann(es) Hieronymus (von) Kapsberger (også Giovanni Girolamo eller Giovanni Geronimo Kapsberger; født ca. 1580 i Venedig begravet 17. januar 1651 i Rom) var en italiensk lutvirtuos og komponist af tysk afstamning.

## Liv og gerning
Kapsberger var søn af en tysk adelsmand og officer. Som blot 24-årig publicerede han Libro primo d'intavolatura di chitarrone (1604) som indeholder noget af det teknisk mest krævende som er skrevet for instrumentet, hvorfor han må have haft en forbløffende færdighed på instrumentet. I 1604–1605 rejste han til Rom for at gå i tjeneste hos paven, og under kunstnernavnet Giovanni Geronimo Tedesco della Tiorba skabte han sig hurtigt et ry som en brilliant virtuos.
Ca. 1609 blev han gift med Gerolima di Rossi med hvem han fik mindst tre børn. Fra omtrent dette tidspunkt udgav han i løbet af ti år mere end et dusin samlinger musik.
I 1624 fik Kapsberger arbejde hos kardinal Francesco Barberini og arbejdede der sammen med vigtige komponister som Girolamo Frescobaldi og Stefano Landi, og digtere som Giulio Rospigliosi, senere Pave Clemens 9. Kapsberger arbejdede hos Barberini til 1646.

## Musik
Kapsberger skrev musik for forskellige besætninger, blandt andet soloværker for lut, arier og kirkelige vokalværker som messer og oratorier. Hans toccataer kan have påvirket Girolamo Frescobaldis toccataer for tangentinstrumenter. Blandt sine samtidige blev Kapsberger højt anset som komponist. Athanasius Kircher regnede ham som «Claudio Monteverdis efterfølger ved at publicere flere bøger i stile recitativo som viser en højt udviklet dygtighed og smag, med musik som fortjener at kopieres af andre musikere.»
Både en del af Kapsbergers samtidige (som Stefano Landi) og nulevende kommentatorer mener at han var en bedre udøver end komponist. Den norske lutspiller Rolf Lislevand skriver at han «var en like dårlig komponist som han var en god utøver».
Uanset kvaliteten af kompositionerne var Kapsberger sammen med Alessandro Piccinini en af de fremmeste teorbemusikkomponister i den tidlige barok og bidrog i betydelig grad til at fremme europæiske strengeinstrumenter i sin tid.

## Værker
- Libro Primo d'Intavolatura di Chitarrone, Venedig 1604
- Libro Primo de Madrigali a cinque voci col basso continuo, Rom 1609
- Libro Primo di villanelle, Rom 1610
- Libro Primo d'intavolatura di lauto, Rom 1611
- Libro Primo Di Arie Passegiate a una Voce con l'Intavolatura del Chitarone, Rom 1612
- Libro Primo di Motteti passeggiati a una voce, Rom 1612
- Maggio cantato nel Regio palazzo de' Pitti, Firenze 1612
- Libro Primo de Balli Gagliarde et Correnti a quattro voci, Rom 1615
- Libro Primo di Sinfonie a quattro. Con il Basso continuo, Rom 1615
- Libro Secondo d'Intavolatura di Chitarrone, Rom 1616
- Libro Secondo di Villanelle a 1. 2. et 3 voci, Rom 1619
- Libro Terzo di Villanelle a 1. 2. et 3. voci, Rom 1619
- Libro secondo di arie à una o più voci, Rom 1623
- Libro Quarto di Villanelle a una e piu voci, Rom 1623
- Poematia et Carmina composita a Maffaeo Barberino olim S.R.E. Card. nunc autem Urbano octavo P.O.M. musicis modis aptata... Volumen Primum, Rom 1624
- La vittoria del principe Vladislao in Valacchia, 1625 (tabt)
- Libro Terzo di Intavolatura di Chitarrone, Rom 1626
- Coro musicale nelle nozze de gli ecc.mi sig.ri don Taddeo Barberini, e donna Anna Colonna, Rom 1627
- Cantiones sacrae... volumen Primum, Rom 1628
- Fetonte, dramma recitato a più voci, Rom 1630 (tabt)
- Modulatus sacri diminutis voculis... Volumen Secundum, Rom 1630
- I Pastori di Bettelemme nella nascita di N.S. Giesu Christo, Rom 1630
- Libro Quinto di Villanelle a una, due, tre et quattro voci, Rom 1630
- Litaniae Deiparae Virginis cum suis Antiphonis musicis modis... Volumen Primum, Rom 1631
- Missae Urbanae... Volumen Primum, Rom 1631
- Li Fiori : Libro Sesto di Villanelle a una, due, tre e quattro voci, Rom 1632
- Libro Quarto d'Intavolatura di Chitarrone, Rom 1640
- Libro Settimo di Villanelle a una, e piu voci, Rom 1640

- - Il Kapsberger della musica - afhandling om chitaronen. Tabt.